# مقاطعة شمكير
مقاطعة شمكير (بالأذرية: Şəmkir rayonu)‏ هي إحدى مقاطعات أذربيجان. يقدر عدد سكانها بـ 192,900 نسمة ومساحتها 1,660 كم2.